# دير براوة
قرية دير براوه هي إحدى القرى التابعة لمركز أهناسيا في محافظة بني سويف في جمهورية مصر العربية. حسب إحصاءات سنة 2006، بلغ إجمالي السكان في دير براوه 5238 نسمة، منهم 2650 رجل و2588 امرأة.